# Marc Racicot
Marc Racicot (Thompson Falls, 24 luglio 1948) è un politico e avvocato statunitense, governatore del Montana dal 1993 al 2001 e Presidente del Comitato Nazionale Repubblicano dal 2001 al 2003.

## Biografia
Marc Racicot nasce il 24 luglio 1948 a Thompson Falls, figlio di Bill e Pat Racicot, e cresce a Miles City. Racicot ha origini franco-canadesi: il nonno di Racicot si è infatti trasferito nel Territorio del Montana a Libby, dove ha lavorato come cuoco per dei boscaioli del luogo, mentre i bisnonni e trisavoli sono arrivati nel Montana già negli anni 60' dell'800'.
Racicot si è diplomato alla Libby High School, dove il padre era insegnante e allenatore della squadra di basket, sport che praticherà anche Racicot, e successivamente riceve una laurea in inglese al Carroll College e un Juris Doctor all'Università del Montana.

## Carriera militare e lavorativa
Racicot era stato precedentemente un laureato dell'Army ROTC . Frequenta la JAG School presso l'Università della Virginia ed entra nel Corpo JAG dell'Esercito degli Stati Uniti. Viene immediatamente assegnato come procuratore nel Corpo JAG dell'Esercito dal 1973 al 1976. Rimane di stanza nella Germania Ovest dove presta servizio come procuratore capo per la più grande giurisdizione militare degli Stati Uniti in Europa. Mentre si trova lì, insegna anche diritto commerciale e penale per l'Università del Maryland. Dopo tre anni, Racicot viene congedato dall'esercito come capitano e torna nel Montana nel 1976.
Diviene il procuratore aggiunto della contea di Missoula dal 1976 al 1977.  Dopodiché, diviene un procuratore speciale per lo stato del Montana nel 1977 e ricopre quella posizione fino al 1988.

## Carriera politica

### Procuratore Generale del Montana (1989-1993)
Nel 1988, Racicot entra in politica con il Partito Repubblicano candidandosi alla carica di Procuratore Generale del Montana, sconfiggendo l'avversario democratico Mike McGrath con il 52% dei voti. Ne assume le funzioni nel 1989, mantenendole fino al 1993.

### Governatore del Montana (1993-2001)
Nel 1992, Racicot si candida alle primarie repubblicane per la scelta del Governatore del Montana (il collega di partito uscente Stan Stephenson aveva infatti deciso di non ricandidarsi per problemi di salute) alle elezioni del novembre dello stesso anno, riuscendo a sconfiggere facilmente l'avversario Andy Bennet. Successivamente, alle elezioni generali, Racicot prevale sulla candidata del Partito Democratico Dorothy Bradley.  Racicot assume le funzioni di Governatore del Montana il 4 gennaio 1993.
Nelle elezioni del 1996, Racicot si vede sfidato dall'avversario del Partito Democratico Chet Blaylock, il quale manteneva un percentuale inferiore di Racicot nei sondaggi. Tuttavia, il 23 ottobre 1996, Chet Blaylock subisce un infarto fulminante che lo porta alla morte mentre si stava recando ad un dibattito. A poco meno di un mese dalle elezioni governatoriali, il Partito Democratico schiera la candidata Vicegovernatrice di Blaylock Judy Jacobson anche alla carica di Governatrice: dato che la campagna della Jacobson era iniziata talmente tardi da non riuscire a scegliere un candidato Vicegovernatore, il partito ha ricevuto l'autorizzazione di catalogare sulle schede elettorali la Jacobson sia come candidata Governatrice sia come Vicegovernatrice.
Nelle elezioni governatoriali, Racicot, avantaggiato dalla disastrosa e funesta situazione nei democratici e dalla poca conoscenza della Jacobson da parte degli elettori, riesce a vincere con il 79% contro il 21% della Jacobson, vincendo in ogni contea dello Stato. 
Racicot mantiene le funzioni di Governatore del Montana fino al 1 gennaio 2001.

### Presidente del RNC e Presidente della campagna elettorale di Bush Jr (2001-2003, 2004)
Considerato uno dei Governatori più vicini a George W. Bush, lo stesso ha nominato Racicot Presidente del Comitato Nazionale Repubblicano nel 2002. Sotto la preisdenza di Racicot, il GOP totalizza un grande vittoria alle elezioni midterm 2002.
Racicot si dimette dalla presidenza dell'RNC nel 2003 per diventare presidente della campagna elettorale di George Bush Jr per le elezioni presidenziali dell'anno successivo.

## Opinione su Donald Trump
Racicot si è da sempre definito un grande oppositore e critico di Donald Trump, definendolo "Una piaga per gli Stati Uniti d'America" , mentre in un editoriale scritto da lui sul Washington Post nel 2016, Racicot ha affermato: "Trump non ha dimostrato né [...] qualità di leadership basata sui principi, né ha offerto proposte politiche conservatrici sostanziali o serie coerenti con le posizioni storiche della piattaforma del Partito Repubblicano". Nel 2020, Racicot ha sostenuto e votato Joe Biden come Presidente, mentre nel 2022 Racicot ha dichiarato che si sarebbe rifiutato di sostenere candidati che sostengono Trump, opponendosi e criticando duramente la candidatura al Congresso (poi andata a buon fine) del compaesano Ryan Zinke, che ha ricoperto la carica di Segretario degli Interni nell'amministrazione Trump. A causa di ciò, nel 2023 la sezione statale del Montana del GOP ha espulso e rimproverato Racicot, poiché non lo considerava più un vero repubblicano.